# Edmond Halley

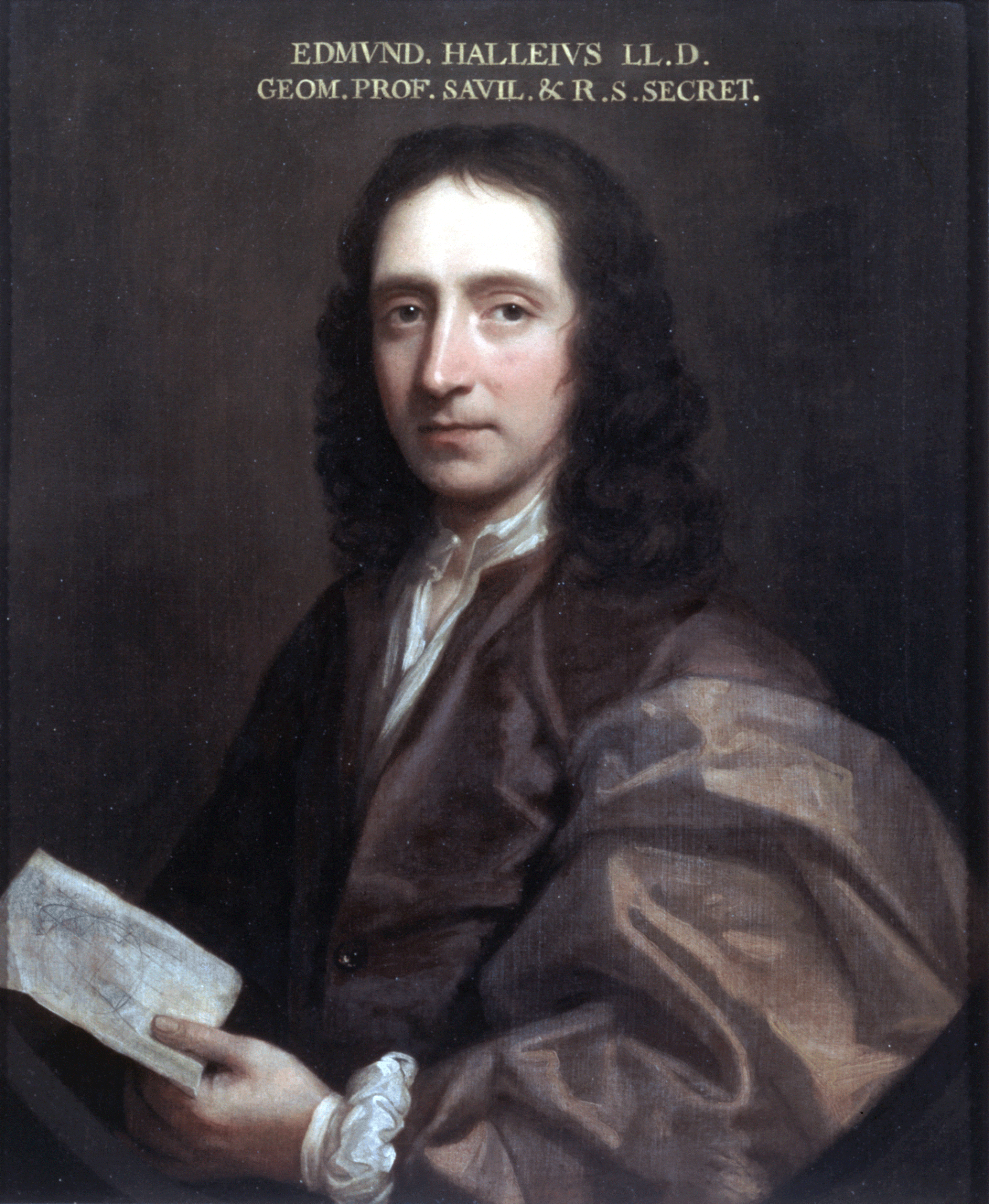
Edmond Halley um etwa 1687 auf einem Gemälde von Thomas Murray (1663–1735)

Edmond Halley (auch: Edmund Halley; * 29. Oktoberjul. / 8. November 1656greg. in Haggerston bei London; † 14. Januarjul. / 25. Januar 1742greg. in Greenwich) war ein englischer Astronom, Mathematiker, Kartograph, Geophysiker und Meteorologe.

## Leben
Halley studierte in Oxford Mathematik und Astronomie und konnte bereits mit 21 Jahren eine Methode veröffentlichen, die Aphelien und Exzentrizitäten der Planeten zu bestimmen. Er reiste 1677 nach St. Helena. Er konnte als erster Astronom am 7. November 1677 einen Merkurtransit von Anfang bis Ende beobachten. Er schlug daraufhin vor, Merkur- und Venustransits zur Bestimmung der astronomischen Einheit zu vermessen, um die Größe des Sonnensystems zu bestimmen. Diesen Vorschlag hatte zuvor schon James Gregory in seinem Buch Optica promota gemacht, das Halley höchstwahrscheinlich bekannt war. Des Weiteren vermaß er dort die Positionen von 341 Sternen des südlichen Himmels (Veröffentlicht 1679 als Catalogus Stellarum Australium). 1686 publizierte er die Beobachtungen der Passat- und Monsun-Winde, die er auf dieser Reise gesammelt hatte. Von der Royal Society beauftragt, deren Sekretär er später wurde, reiste Halley nach Danzig, um den wissenschaftlichen Streit zwischen Robert Hooke und Johannes Hevelius zu schlichten.
In den Jahren 1680 bis 1681 bereiste Halley Frankreich und Italien und initiierte die wissenschaftliche Zusammenarbeit zwischen den Sternwarten von Greenwich und Paris. Zwischen Calais und Paris beobachtete Halley erstmals den später nach ihm benannten Kometen. Ab 1677 wies er durch seine Berechnungen immer auf die Wichtigkeit der – zu seinen Lebzeiten nicht stattfindenden – Venusdurchgänge für die Bestimmung der Sonnenparallaxe hin.
1684 diskutierte er in einem Londoner Kaffeehaus mit Christopher Wren und Robert Hooke Beweise für Keplersche Gesetze. Da man keine Lösung fand, beschloss man, sich an Isaac Newton zu wenden. Im August 1684 suchte Halley Newton in Cambridge auf, der die Lösung des Problems in der Schublade liegen hatte. Halley konnte ihn überzeugen, das Werk zu vollenden. Er streckte auch die Druckkosten für die Principia vor. Dies brachte ihn in erhebliche finanzielle Schwierigkeiten, zumal die Royal Society nicht nur nichts beitrug, sondern auch sein Gehalt als ihr Schriftführer nicht in bar, sondern in Form von Büchern (De Historia Piscium) auszahlte.
Zwischen 1698 und 1700 bereiste Halley als Kommandant des Kriegsschiffs HMS Paramore den Süd- und Nordatlantik, um die Richtung der Magnetnadel an verschiedenen Punkten der Erdoberfläche zu bestimmen. Als Ergebnis dieser Reisen konnte er 1701 die erste größere Karte der magnetischen Deklination veröffentlichen. In weiteren Reisen vermaß er den Ärmelkanal und besuchte die Adriahäfen.

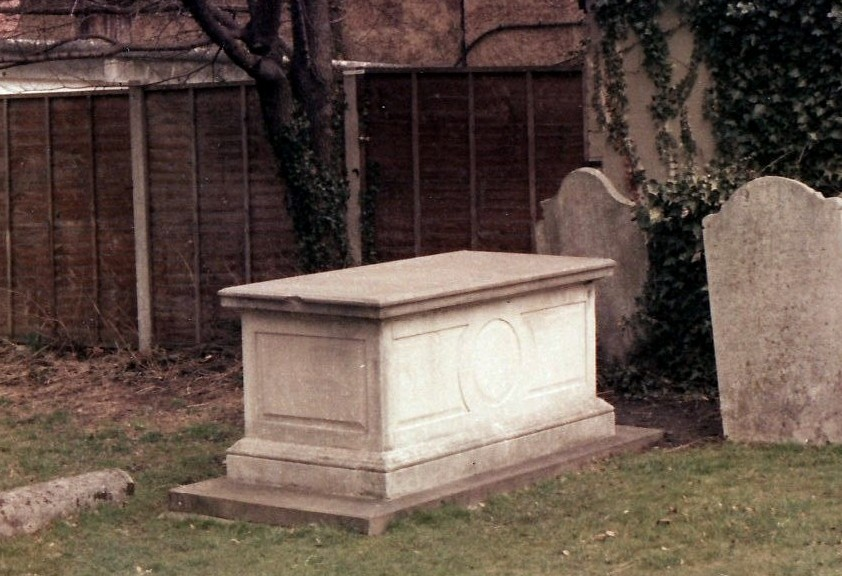
Halleys Grab in London

1703 berief die Universität Oxford Halley auf den Savilischen Lehrstuhl für Geometrie. Dort bearbeitete er die Theorie des Mondes, um sie bis zur Anwendung auf Längenbestimmungen zur See zu vervollkommnen. 1705 konnte er nach dieser neuen Methode die Bahnelemente der Kometen (der Jahre 1531, 1607 und 1682) berechnen. Durch diese Berechnungen kam der Verdacht auf, dass dies Erscheinungen immer desselben Kometen seien, der gegen Anfang 1759 zurückkehren werde. Da sich die Voraussage bestätigte, wurde dieser Komet seitdem als Halleyscher Komet bezeichnet.
Als 1719 der königliche Astronom (Astronomer Royal) John Flamsteed starb, wurde wenig später Halley zu dessen Nachfolger in Greenwich ernannt. Mit Wirkung seines Amtsantritts in Greenwich gab Halley seine Stelle als Sekretär der Akademie der Wissenschaften auf. Als Astronom in Greenwich überarbeitete er das Sternenverzeichnis von Ptolemäus und veröffentlichte es in Geographiae veteris scriptores graeci minores. 1729 wurde er auswärtiges Mitglied (associé étranger) der Académie des sciences in Paris.

## Werk
Neben seinen Berechnungen von Kometenbahnen (z. B. Halleyscher Komet) erforschte Halley auch den Erdmagnetismus und den Monsun und entdeckte die Eigenbewegung von Sternen.
Er machte sich aber auch um die Verbesserung der Taucherglocke verdient. 1690 tauchte er mit fünf Kollegen für eineinhalb Stunden in der Themse 20 m tief. Er verband diese Glocke mit beschwerten und unterhalb der Glocke verankerten Fässern mit Luft, sodass diese nach oben strömen konnte. Später verbesserte er das System so weit, dass er vier Stunden unter Wasser bleiben konnte.
Auch verbesserte er den Spiegeloktanten, ein Instrument für astronomische Beobachtungen (zur Navigation) auf dem Meer. Als mathematischer Berater der Amicable and Perpetual Assurance schuf Halley die mathematischen Grundlagen der Lebensversicherungsmathematik.
Halley befasste sich aber auch mit Fragen der Chronologie des Klassischen Altertums. In seiner Abhandlung über Inschriften in Palmyra werden jedoch entgegen fast allen diesbezüglichen Websites keine astronomischen Beobachtungen zur Bestimmung der Verlangsamung der Erdrotation behandelt. Halley sagt im letzten Paragraphen lediglich, dass man zur Bestimmung der säkularen Akzeleration des Mondes (der durch die verlangsamte Erdrotation scheinbar beschleunigten Mondbewegung) alte Inschriften finden müsse.
Halley übersetzte auch klassische mathematische Abhandlungen wie die Kegelschnittlehre des Apollonius von Perga aus dem Arabischen.
Die Lösung des Längenproblems beschäftigte ihn sein ganzes Leben. Auf diesem Hintergrund muss man auch seine Kartographierung des Erdmagnetfeldes und seine unten angeführte Theorie der Hohlerde sehen. Er unterstützte auch den 1714 von William Whiston und Humphry Ditton gemachten Vorschlag, das britische Parlament möge einen hohen Geldpreis für die Lösung des Problems ausloben.
Von ihm stammen wichtige Erkenntnisse in der Meteorologie, zum Beispiel die barometrische Höhenformel.

### Hohlerde

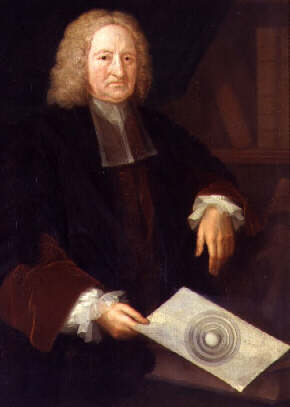
Halley mit einem Diagramm der Hohlerde

1691 schlug er die erste Hohlerde-Theorie auf wissenschaftlicher Grundlage vor. Isaac Newton hatte berechnet, dass der Mond dichter als die Erde sei. Ausgehend von der allgemeinen Ansicht, alle Materie der Planeten und Monde hätte die gleiche Dichte, folgerte Halley, dass ein Teil der Erde hohl sein müsse. Des Weiteren hatte er beobachtet, dass sich das Magnetfeld der Erde zeitlich ändert, was er mit vier sich bewegenden magnetischen Polen erklärte. Er nahm an, dass die Erde aus einer zentralen Kugel und drei sie konzentrisch umgebenden Hohlkugeln besteht. Die Größe der inneren Kugeln wäre etwa proportional zur Größe der Himmelskörper Merkur, Mars und Venus. Jeder dieser Körper hat ein eigenes Magnetfeld, und da sie sich verschieden schnell drehen, ergibt sich auf der Oberfläche der Erde ein sich veränderndes Gesamtmagnetfeld. Da man damals davon ausging, dass alle Himmelskörper bewohnt seien, besiedelte er auch die inneren Planeten. Diese Hohlerde-Theorie ist die erste Schlussfolgerung aus der neuen Gravitationstheorie Newtons in den Principia, noch vor Halleys Vorhersage eines Kometen von 1695. Am 6. März 1716 wurden in Großbritannien und weiten Teilen Europas erstmals nach dem Maunderminimum wieder sehr lichtstarke Polarlichter beobachtet, sogar am Tage sichtbar. Die Royal Society beauftragte Halley, diese Erscheinungen zu erklären. Er führte sie darauf zurück, dass die Erdkruste in nördlichen Breiten dünner sei und dadurch das Licht aus den Hohlräumen durchscheine. Als der 80-jährige Halley als Astronomer Royal porträtiert wurde, ließ er sich mit einem Diagramm der Hohlerde abbilden.

## Nachwirkung
Vom 21. bis 22. November 1956 fand in den Räumen der Royal Society eine Ausstellung anlässlich von Halleys 300. Geburtstag statt. Teile dieser Ausstellung waren anschließend vom 31. Dezember 1956 bis zum 20. Januar 1957 im British Museum zu sehen.
Nach Edmond Halley wurden der Asteroid (2688) Halley, der Komet 1P/Halley, der Mondkrater Halley, der Marskrater Halley sowie die Halley-Station in der Antarktis und das Halley-Verfahren zur Nullstellenbestimmung benannt.

## Schriften (Auswahl)
- Methodus Directa & Geometrica, Cujus Ope Investigantur Aphelia, Eccentricitates, Proportionesque Orbium Planetarum Primariorum, Absque Supposita Aequalitate Anguli Motus, ad Alterum Ellipsews Focum, ab Astronomis Hactenus Usurpati. In: Philosophical Transactions. Band 11, London 1676, S. 683–686,  doi:10.1098/rstl.1676.0031.
- Catalogus Stellarum Australium sive Supplementum Catalogi Tychonici. London 1679 (online).
- An Account of the Cause of the Change of the Variation of the Magnetical Needle; With an Hypothesis of the Structure of the Internal Parts of the Earth: As It Was Proposed to the Royal Society in One of Their Late Meetings. In: Philosophical Transactions. Band 16, London 1692, S. 563–578, doi:10.1098/rstl.1686.0107.
- Some Account of the Ancient State of the City of Palmyra, with Short Remarks upon the Inscriptions Found there. In: Philosophical Transactions. Band  19, London 1695, S. 160–175, doi:10.1098/rstl.1695.0023.
- A new and correct sea chart of the whole world shewing the variations of the compass as they were found in the year M.D.CC. Mount & Page, London 1702 (online).
- Astronomiae Cometicae Synopsis. In: Philosophical Transactions. Band 24, London 1705, S. 1882–1899, doi:10.1098/rstl.1704.0064.
  - A Synopsis of the Astronomy of the Comets. In: Miscellanea Curiosa: Being a Collection of some of the Principal Phaenomena in Nature. Band 2, London 1706, S. 321–344 (online).
- Apollonii Pergaei de Sectione Rationis Libri Duo ex Arabico MS latine versi. Accedunt ejusdem de Sectione Spatii Libri Duo restituti. Oxford 1706.
- Apollonii Pergaei Conicorum Libri Octo et Sereni. Antissensis de Sectione Cylindri et Coni Libri Duo. Oxford 1710.
- An Account of the Late Surprizing Appearance of the Lights Seen in the Air, on the Sixth of March Last; With an Attempt to Explain the Principal Phaenomena thereof. In: Philosophical Transactions. Band 29, 1714, S. 406–428, doi:10.1098/rstl.1714.0050.
- Methodus Singularis Qua Solis Parallaxis Sive Distantia a Terra, ope Veneris intra Solem Conspiciendoe. In: Philosophical Transactions of the Royal Society. Band 29, Nummer 348, 1716, S. 454–464 (doi:10.1098/rstl.1714.0056).

Posthum
- Edmundi Halleii Astronomi dum viveret Regii tabulae astronomicae accedunt de usu tabularum praecepta. J. Brevis, London, 1749.